# حس آمیزی (ادبیات)
حس آمیزی (به انگلیسی: Synesthesia) در متون ادبی، با به‌ کارگیری استعاره به دو صورت استفاده می‌گردد:
الف: یک حس با حس دیگر مخلوط و آمیخته می‌گردد (رنگ گرم - صوت شیرین - غم تلخ)
ب – یک حس عملکرد یک حس دیگر را به عهده می‌گیرد (شنیدن بو)
مکتب‌های ادبی به حسب ایدئولوژی و تفکر گروهی خود، از حس آمیزی نه فقط برای تصویر آفرینی، بلکه برای انتقال معنی و تأثیر ادراکی بر مخاطب به گونه‌های متفاوتی بهره می‌گیرند.